# Mamo Clark
Mamo Clark (Honolulu, 6 dicembre 1914 – Panorama City, 18 dicembre 1986) è stata un'attrice statunitense.

## Filmografia parziale
- La tragedia del Bounty (Mutiny on the Bounty), regia di Frank Lloyd (1935)
- Robinson Crusoe nell'isola misteriosa (Robinson Crusoe of Clipper Island), regia di Ray Taylor e Mack V. Wright (1936)
- Uragano (The Hurricane), regia di John Ford (1937)
- Sotto il cielo delle Hawaii (Hawaii Calls), regia di Edward F. Cline (1938)
- I diavoli dei mari del sud (Air Devils), regia di John Rawlins (1938)
- La tigre bianca (Booloo), regia di Clyde E. Elliott (1938)
- Sul sentiero dei mostri (One Million B.C.), regia di Hal Roach (1940)
- Girl from God's Country, regia di Sidney Salkow (1940)
- La taverna dei sette peccati (Seven Sinners), regia di Tay Garnett (1940) - non accreditata